# Ниньтхуан-2
Ниньтхуан-2 (Ninh Thuận II) — планируемая атомная электростанция в коммуне Виньхай района Ниньхай провинции Вьетнама Ниньтхуан. Она будет состоять из четырёх реакторов мощностью 1000 МВт. Подготовка технико-экономического обоснования осуществляется японской корпорацией JAPC, которая также будет осуществлять консультирование. Станция будет строиться консорциумом международного развития ядерной энергии Японии JINED. АЭС будет находиться в собственности и управляться компанией Vietnam Electricity.
Первый блок, как ожидалось, будет введён в эксплуатацию в 2021 году, блок 2 в 2022, блок 3 в 2024 и блок 4 в 2025 году; однако в январе 2014 года сообщалось, что сроки строительства вьетнамских АЭС, возможно, сдвинутся на более отдалённое время.
Морские геологические изыскания для подготовки строительства осуществлялись базирующийся в Японии геологической компанией Kawasaki на корабле MT Choyo Maru.
В сентябре 2014 года в Японии завершился первый курс обучения персонала для станции.